# Maracó (departamento)
Maracó é um departamento da Argentina, localizada na província de La Pampa.